# Бауместер, Ханс
Ханс Бауместер (нидерл. Hans Bouwmeester; 16 сентября 1929, Харлем) — нидерландский шахматист, международный мастер (1954), гроссмейстер ИКЧФ (1981).
В составе национальной сборной участник 7-и Олимпиад (1956, 1960—1970).

## Изменения рейтинга
| Графики недоступны из-за технических проблем. См. информацию на Фабрикаторе и на mediawiki.org. |